# Alter do Chão
Alter do Chão ist eine  Kleinstadt (Vila) und ein Kreis (Concelho) in Portugal mit 2016 Einwohnern (Stand 19. April 2021).

## Geschichte
Zahlreiche Antas und andere Funde belegen eine vorgeschichtliche Besiedlung des Gebietes. Die Ursprünge des heutigen Ortes liegen in einer römischen Ortschaft, die sich hier aus einer eisenzeitlichen Siedlung entwickelte und Alberterium hieß. Nach Einfall der Mauren auf der Iberischen Halbinsel ab 711 ließ Abd ar-Rahman III. hier 912 eine Burg errichten, die heute als Castelo da Alter do Chão bekannt ist.
Im Zuge der Reconquista wurde die Gegend von den Arabern zurückerobert und 1211 von der portugiesischen Krone dem Ritterorden von Avis übergeben. Diese machten den Ort 1232 zum Sitz eines eigenständigen Kreises. König D.Dinis gab ihm 1293 erstmals volle Stadtrechte, nach verschiedenen, weniger umfassenden Urkunden zuvor.
König D.João I. gab den Ort an den heute heiliggesprochenen Ritter Nuno Álvares Pereira. König Manuel I. erneuerte die Stadtrechte 1512 im Zuge seiner Verwaltungsreformen.
Im Verlauf des Restaurationskrieges wurde die hiesige Burg Alter Pedroso 1662 weitgehend zerstört.
Im 18. Jahrhundert erlebte der Kreis einigen Fortschritt. So legte die Stadtverwaltung (Câmara Municipal) öffentliche Brunnen zur Verbesserung der Wasserversorgung an, und 1747 wurde hier mit der Coudelaria de Alter ein königliches Gestüt gegründet. Der Bildhauer Machado de Castro etwa nahm den Hengst Gentil von dort 1775 zum Modell für seine bekannte Reiterstatue auf dem zentralen Platz Praça do Comércio in Lissabon.
In Folge der Verwaltungsreformen nach der Liberalen Revolution von 1822 wurde der Kreis von Alter do Chão 1836 deutlich erweitert, nachdem angrenzende Kreise aufgelöst und ihm angegliedert wurden. 1976 wurde der Kreis letztmals erweitert, durch Angliederung der Gemeinde Cunheira.

## Kultur und Sehenswürdigkeiten
Unter den Baudenkmälern des Ortes sind einer Vielzahl historischer Wohnhäuser (Casas) und Herrenhäuser, steinerne Brunnenanlagen, verschiedene historische öffentliche Gebäude wie das Postgebäude, die Stierkampfarena, die öffentliche Markthalle u. a., das 1748 gegründete Gestüt Coudelaria de Alter oder auch Coudelaria Nacional, eine römische Ausgrabungsstätte u. a. mit einer Villa rustica, und eine Reihe von Kirchen und anderen Sakralbauten, darunter die heutige Pousada Hotel Convento de Altar, dem ehemaligen Barock-Kloster Convento de Santo António aus dem 17. Jahrhundert. Auch der historische Ortskern als Ganzes ist denkmalgeschützt.
Unter den Museen ist neben dem Stadtarchiv Arquivo Histórico Municipal vor allem das Stadtmuseum Museu Municipal de Alter do Chão mit drei Abteilungen zu nennen. So zeigen in der denkmalgeschützten Casa e Quinta do Álamo – Núcleo Museológico die oberen Etagen Dauerausstellungen zur Geschichte des Kreises, während das Erdgeschoss wechselnde Ausstellungen bietet. Die beiden weiteren Museumseinrichtungen sind die Burg Castelo de Alter, und die Ausgrabungsstätte Ruínas Romanas e Centro Interpretativo - Ferragial d’ El Rei, die archäologische Ausgrabungen und ein Besucherzentrum umfasst.
Wandern und Reittourismus werden im Kreis angeboten, und auch Vogelbeobachtung wird betrieben.

## Verwaltung

### Kreis
Alter do Chão ist Verwaltungssitz eines gleichnamigen Kreises. Die Nachbarkreise sind (im Uhrzeigersinn im Norden beginnend): Portalegre, Monforte, Fronteira, Avis sowie Ponte de Sor.
Die folgenden Gemeinden (freguesias) liegen im Kreis Alter do Chão:

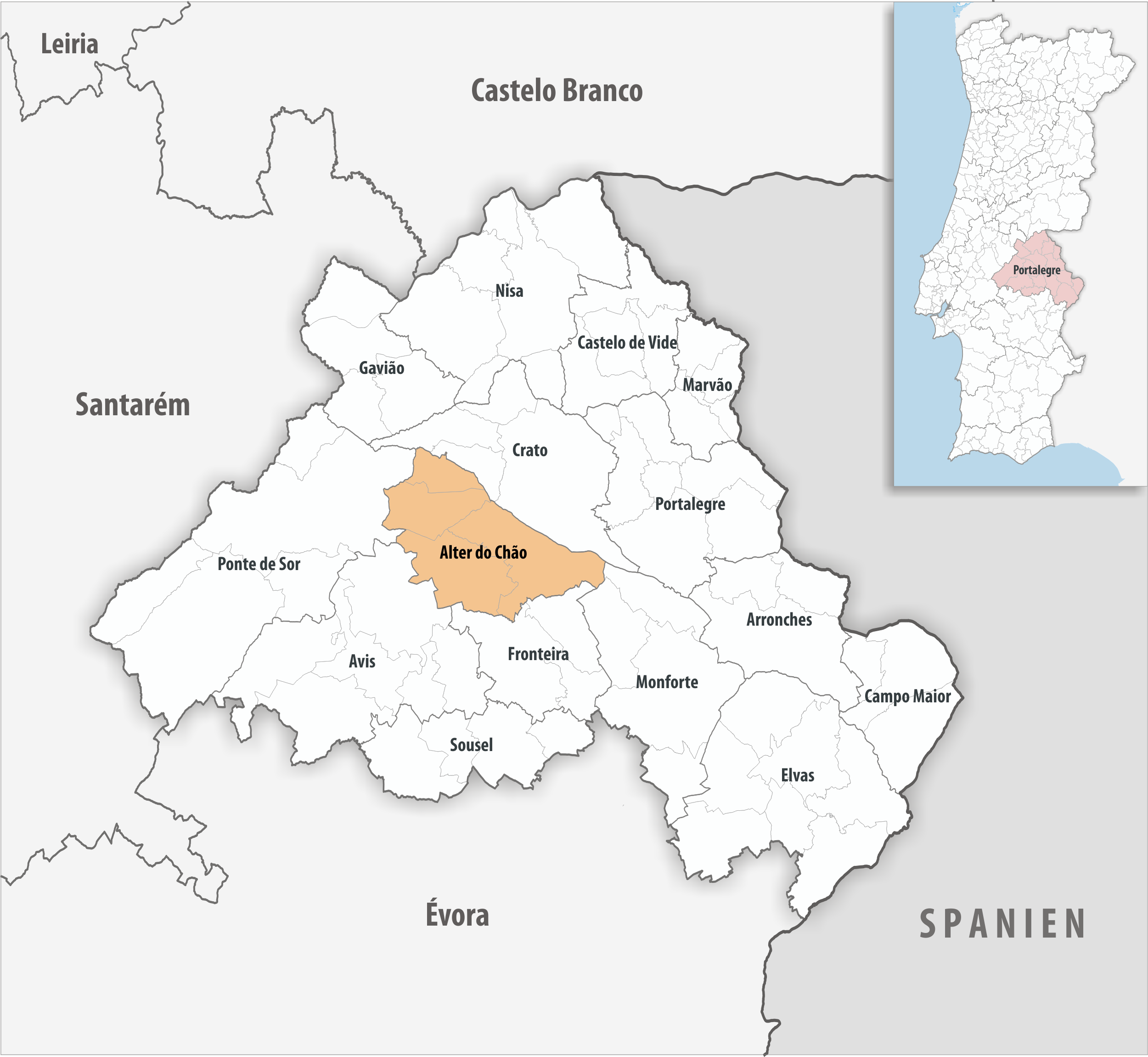
Kreis Alter do Chão

| Gemeinde            | Einwohner (2021) | Fläche km² | Dichte Einw./km² | LAU- Code |
| ------------------- | ---------------- | ---------- | ---------------- | --------- |
| Alter do Chão       | 2.016            | 140,85     | 14               | 120101    |
| Chancelaria         | 382              | 71,70      | 5                | 120102    |
| Cunheira            | 291              | 37,08      | 8                | 120104    |
| Seda                | 355              | 112,43     | 3                | 120103    |
| Kreis Alter do Chão | 3.044            | 362,06     | 8                | 1201      |

### Bevölkerungsentwicklung
| Einwohnerzahl im Kreis Alter do Chão (1801–2011) | Einwohnerzahl im Kreis Alter do Chão (1801–2011) | Einwohnerzahl im Kreis Alter do Chão (1801–2011) | Einwohnerzahl im Kreis Alter do Chão (1801–2011) | Einwohnerzahl im Kreis Alter do Chão (1801–2011) | Einwohnerzahl im Kreis Alter do Chão (1801–2011) | Einwohnerzahl im Kreis Alter do Chão (1801–2011) | Einwohnerzahl im Kreis Alter do Chão (1801–2011) | Einwohnerzahl im Kreis Alter do Chão (1801–2011) | Einwohnerzahl im Kreis Alter do Chão (1801–2011) |       |
| ------------------------------------------------ | ------------------------------------------------ | ------------------------------------------------ | ------------------------------------------------ | ------------------------------------------------ | ------------------------------------------------ | ------------------------------------------------ | ------------------------------------------------ | ------------------------------------------------ | ------------------------------------------------ | ----- |
| 1801                                             | 1849                                             | 1900                                             | 1930                                             | 1960                                             | 1981                                             | 1991                                             | 2001                                             | 2004                                             | 2006                                             | 2011  |
| 1 325                                            | 4 178                                            | 7 797                                            | 10 471                                           | 8 383                                            | 4 963                                            | 4 441                                            | 3 938                                            | 3 666                                            | 3 553                                            | 3 562 |